# Ecphylus pallidus
Ecphylus pallidus är en stekelart som beskrevs av William Harris Ashmead 1896. Ecphylus pallidus ingår i släktet Ecphylus och familjen bracksteklar. Inga underarter finns listade i Catalogue of Life.